# Юзефовиці (Мазовецьке воєводство)
Юзефовиці (пол. Józefowice) — село в Польщі, у гміні Тарчин Пясечинського повіту Мазовецького воєводства.
Населення — 155 осіб (2011).
У 1975-1998 роках село належало до Варшавського воєводства.

## Демографія
Демографічна структура станом на 31 березня 2011 року:
|          | Загалом | Допрацездатний вік | Працездатний вік | Постпрацездатний вік |
| -------- | ------- | ------------------ | ---------------- | -------------------- |
| Чоловіки | 72      | 13                 | 48               | 11                   |
| Жінки    | 83      | 20                 | 46               | 17                   |
| Разом    | 155     | 33                 | 94               | 28                   |